# 乌索戈尔斯克
乌索戈尔斯克（羅馬化：Usogorsk）是俄罗斯科米共和国的市级镇，属乌多尔区，位于乌斯河与梅津河交汇处。
该地2021年有人口5,105人；2010年人口5,343；2002年人口5,583；1989年人口11,259。